# Asiatische Radsportmeisterschaften
Die Asiatischen Radsportmeisterschaften waren die gemeinsame Ausrichtung von Wettbewerben im Bahnradsport und Straßenradsport, bei denen die kontinentalen Meister Asiens ermittelt wurden. Ausrichter war die Asian Cycling Confederation, der asiatische Radsportverband. Die Meisterschaften fanden in dieser Form von 1969 bis 2016 statt. Seitdem werden die Bahn- und Straßenwettbewerbe getrennt ausgerichtet, siehe:
- Asien-Meisterschaften im Bahnradsport
- Asien-Meisterschaften im Straßenradsport